# Amfifity
Amfifity – grupa ziemnowodnych makrofitów tworzących zbiorowiska roślinności błotnej i bagiennej, rosnących w strefie podmokłej i strefie wahań poziomu wody. 